# Emily van Egmond
Emily van Egmond, née le 12 juillet 1993 à Newcastle, est une joueuse internationale australienne de football évoluant au poste de milieu de terrain.

## Biographie
Emily van Egmond participe à la Coupe du monde de football féminin 2011 et  inscrit son premier but international lors du deuxième match de groupe contre la Guinée équatoriale.
En club, elle porte les couleurs des Newcastle United Jets de 2008 à 2009 avant de rejoindre Canberra United.
Elle figure parmi les 23 joueuses retenues par Tony Gustavsson pour la Coupe du monde 2023.